# 牧場物語GB
『牧場物語GB』（ぼくじょうものがたり ジービー）は、1997年12月19日に日本のパック・イン・ソフトから発売されたゲームボーイ用経営シミュレーションゲーム。
同社による『牧場物語シリーズ』のゲームボーイ用ソフト第1作目。コンセプトは前作と同様に亡き祖父が遺した牧場を経営する内容となっており、本作では主人公の性別を選択できるようになっている。
開発はトーセが行い、スタッフは前作であるスーパーファミコン用ソフト『牧場物語』（1996年）から引き続き原案およびプロデューサーは和田康宏、音楽は田中剛が担当している他、キャラクター・デザインは漫画家のまつやまいぐさが担当している。また、女優の前田愛・亜季の姉妹がイメージキャラクターを担当した。
1998年には欧米にてゲームボーイカラー版が発売された他、2000年には日本国内にてニンテンドウパワーの書き換え用ソフトとして発売、2013年には欧米にてニンテンドー3DSのバーチャルコンソール対応ソフトとして配信された。

## ゲーム内容
亡き祖父が遺した牧場を主人公が経営する内容。主人公は、男の子か女の子かを選ぶことができる。前作のキャラクターが引き続き登場するが、前作で花嫁候補となる女の子との好感度を上げるイベントや結婚イベントは無い。また、今回は期間が設けられていない代わりに、1年毎に成果を見ることが出来る。

## 移植版
| No. | タイトル        | 発売日                       | 対応機種           | 開発元 | 発売元                               | メディア                                      | 型式                      | 備考                       |
| --- | --------------- | ---------------------------- | ------------------ | ------ | ------------------------------------ | --------------------------------------------- | ------------------------- | -------------------------- |
| 1   | Harvest Moon GB | 1998年12月31日 1999年1月10日 | ゲームボーイカラー | トーセ | ナツメ                               | ロムカセット                                  | DMG-AYXE-USA DMG-AYXP-EUR |                            |
| 2   | 牧場物語GB      | 2000年8月1日                 | ゲームボーイ       | トーセ | ビクターインタラクティブソフトウェア | フラッシュロムカセット （ニンテンドウパワー） | -                         |                            |
| 3   | Harvest Moon GB | 2013年5月2日 2013年5月16日   | ニンテンドー3DS    | トーセ | ナツメ                               | ダウンロード （バーチャルコンソール）         | -                         | ゲームボーイカラー版の移植 |

## スタッフ
- エグゼクティブ・プロデュース：木津精一
- 原案、プロデュース：和田康宏
- キャラクター・イメージ：まつやまいぐさ
- スペシャル・サンクス：山楯知巳、宮越節子、
- プロモーション：大野泰生、石川真理子、関根彰規、沓沢順一、金沢十三男
- 広報：さいとうこうじ、みやぎみき
- コーディネーター：ねだちれいや
- プログラマー：SHIN SHIN、おにがわらのぶやす、ちゅうそんじきよと
- デザイナー：結城ヒロ、よしいえまる
- 音楽：おきのようじろう（田中剛）

## 評価
ゲーム誌『ファミリーコンピュータMagazine』の読者投票による「ゲーム通信簿」での評価は以下の通り、23.6点（満30点）となっている。
| 項目 | キャラクタ | 音楽 | お買得度 | 操作性 | 熱中度 | オリジナリティ | 総合 |
| 得点 | 3.9        | 3.8  | 3.7      | 3.9    | 4.2    | 4.1            | 23.6 |